# Alice de Ibelin
Alice de Ibelin (1304/1306 — após 6 de agosto de 1386) foi rainha consorte do Chipre e rainha-consorte de Jerusalém como segunda esposa do rei Hugo IV de Chipre. Foi rainha de 31 de março de 1324 até Hugo abdicar a 24 de novembro de 1358.
Dois dos seus filhos, Pedro e Tiago, foram reis de Chipre.